# ココナワールド
『ココナワールド』は、1987年4月10日に日本のソフエルから発売されたファミリーコンピュータ ディスクシステム用のアクションアドベンチャーゲームおよびミニゲーム集。
メルヘンチックな世界に住む、パイン星の王女ココナの日常を体験するアドベンチャーゲーム。見下ろし型のフィールド上でプレイヤーがココナを操作することでゲームは進行する。ゲーム中には星占いやビンゴなどがプレイ可能であり、ミニゲーム集の側面を持っている。
開発はソフエルが行い、プロデューサーは同社の『ザ・マネーゲーム』（1988年）を手掛けたひさとみけんじが担当、ディレクターはほりまさと、音楽は『ザ・マネーゲーム』を手掛けたどいこうじおよび『100万$キッド 幻の帝王編』（1989年）を手掛けた村井俊夫が担当している。

## ゲーム内容
ゲーム中にココナはプレイヤーに様々なものごとを要求してくる（おなかがすいた、など）。ココナが勝手に動くことはないが、ココナの要求どおりの行動をココナにさせなかった場合、ココナの力や機嫌というパラメーターが下がっていく。これはHPの代わりとなっており、そのいずれかが0になるとゲームオーバーとなり、リセットするしかなくなる。また、ゲームオーバー時のBGMがエリーゼのためにとなっている。
ゲームには明確なストーリーといったものはなく、ココナの不思議な日常を追体験することこそがゲームの目的であるが、一定の条件を満たすことで到達できるエンディングがある。

## スタッフ
- プロデューサー：ひさとみけんじ
- ディレクター：ほりまさと
- スクリプター：K.INAMI
- チーフ・S.E.：M.HIRAMA
- プログラマー：H.KUMATANI、もとむらいえのり、たけちまさみつ
- 音楽：どいこうじ、Y.TSUJI、村井俊夫
- アート・ディレクター：なかがわおさむ
- CHRデザイン：C.KANNO、Y.SAITOH
- 背景デザイン：M.KUMAHARA

## 評価
- ゲーム誌『ファミコン通信』の「クロスレビュー」では合計21点（満40点）[2]、『ファミリーコンピュータMagazine』の読者投票による「ゲーム通信簿」での評価は以下の通りとなっており、11.73点（満25点）となっている[3]。

| 項目 | キャラクタ | 音楽 | 操作性 | 熱中度 | お買得度 | オリジナリティ | 総合  |
| 得点 | 2.51       | 2.37 | 2.22   | 2.16   | -        | 2.47           | 11.73 |

- ゲーム誌『ユーゲー』においてライターの飴尾拓朗は、本作の要素であるホロスコープに関しては「見当違いのメッセージしか出ない」、ビンゴに関しては「微妙に進行が遅い」、落書きノートに関しては「存在意義の理解に苦しむ」など全体的に酷評した[4]。飴尾は他に本作のメインターゲットが少女であったと推測した上でセールスが伸びなかった事や、本作の「ミニゲームの集合体」という概念が後に同社の『極楽遊戯（げーむ てんごく）』（1987年）へと受け継がれた事を主張した[4]。